# کاسان (آلاسکا)
کاسان (به انگلیسی: Kasaan) شهرکی در ناحیه سرشماری پرینس آو ویلز-هایدر ایالت آلاسکا است که جمعیت آن در سرشماری سال ۲۰۰۰ میلادی ۳۹ نفر بوده‌است.